# Błękitna róża

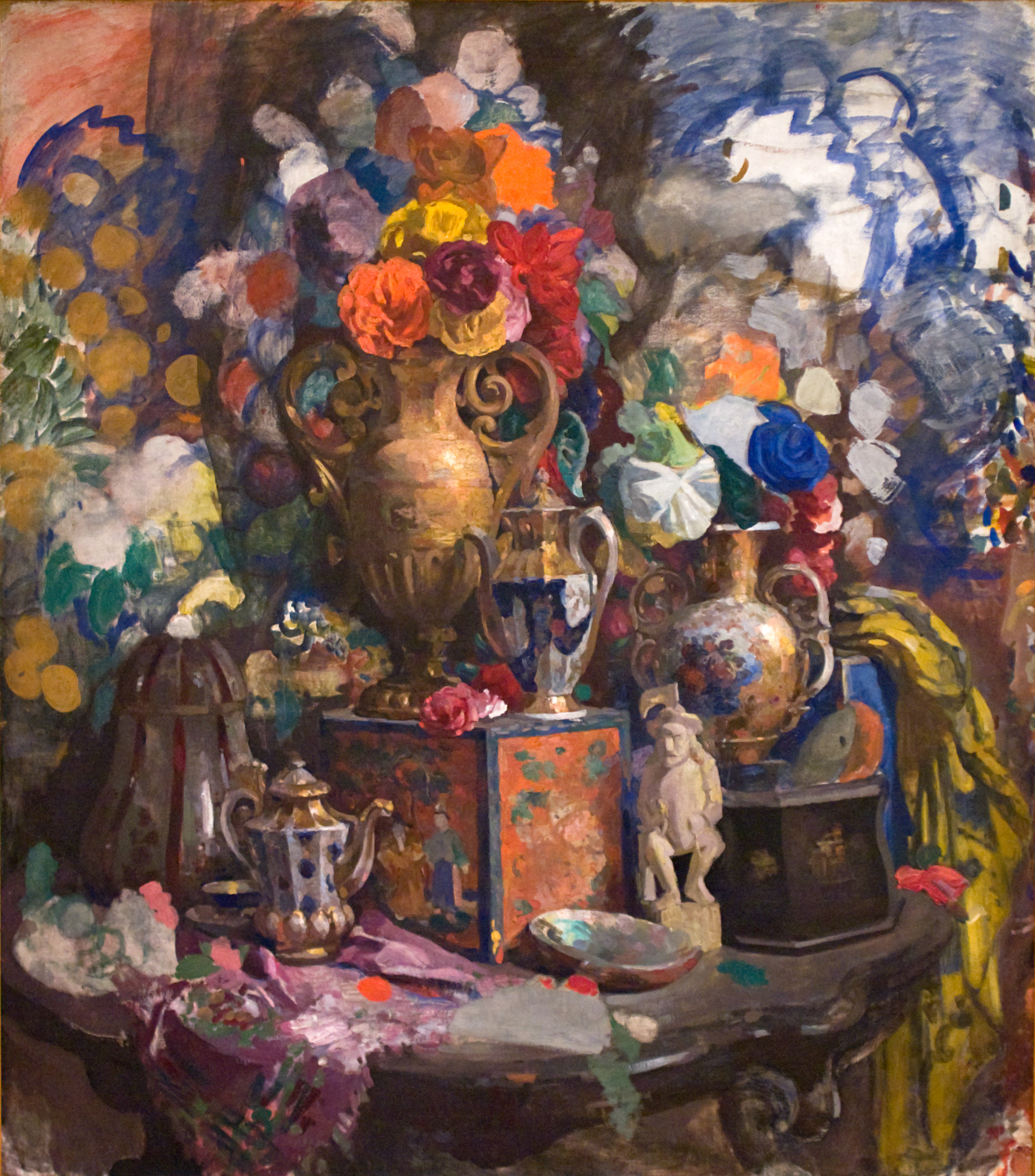
N. Sapunow: Kwiaty i porcelana (1912)

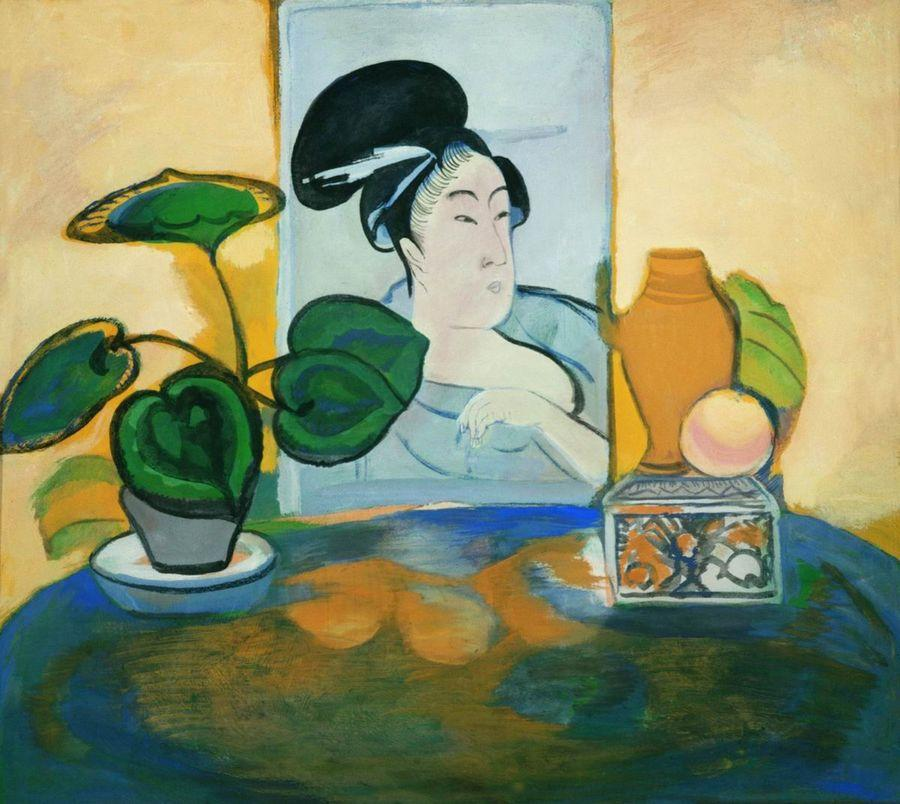
P. Kuzniecow: Martwa natura z grafiką japońską

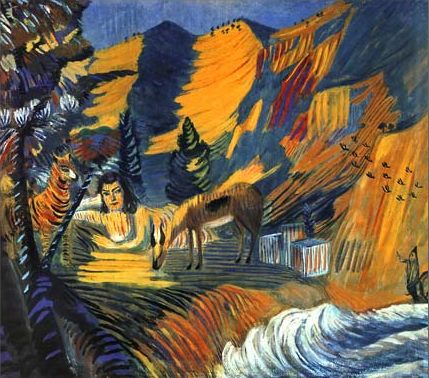
M. Sarian: Nad morzem. Sfinks

„Błękitna róża” (ros. Голубая роза) – stowarzyszenie artystyczne działające w Moskwie w latach 1907–1910. 
Wystawa „Błękitna róża” została otwarta w Moskwie 18 marca 1907 w domu właściciela fabryki porcelany M. Kuzniecowa przy ulicy Miasnickiej. Wystawę sfinansowano z dotacji wydawcy miesięcznika „Złote runo”, artysty amatora N. Riabuszyńskiego. Większość eksponatów była wystawiona wcześniej na wystawie „Jasnoczerwona róża” w Saratowie w roku 1904. Liczba zwiedzających wystawę przekroczyła 5000. 
Nazwa wystawy i związanej z nią grupy artystycznej kojarzona jest z estetyką symbolizmu i twórczością francuskich „nabistów”. „Błękitna róża” wywarła wpływ na twórczość artystów rosyjskiej awangardy: Kazimierza Malewicza, Natalii Gonczarowej i Michaiła Łarionowa. 
„Błękitna róża” została rozwiązana w roku 1910, lecz jej uczestnicy spotkali się raz jeszcze w roku 1925 na wystawie „Mistrzowie Błękitnej Róży” w Galerii Trietiakowskiej. 
Członkami grupy byli malarze:
- Pawieł Kuzniecow (Павел Варфоломеевич Кузнецов)
- Piotr Utkin (Пётр Саввич Уткин)
- Nikołaj Sapunow (Николай Николаевич Сапунов)
- Martiros Sarian (Мартирос Сергеевич Сарьян)
- Siergiej Sudiejkin (Сергей Юрьевич Судейкин)
- Nikołaj Krymow (Николай Петрович Крымов)
- Anatolij Arapow (Анатолий Афанасьевич Арапов)
- Artur Fonwizin (Артур Владимирович Фонвизин)
- Bracia Nikołaj i Wasilij Miloti (Николай Дмитриевич Милиоти и Василий Дмитриевич Милиоти)
- Nikołaj Fieofiłaktow (Николай Петрович Феофилактов)
- Władimir Drittenprejs (Владимир Петрович Дриттенпрейс)
- Iwan Knabe (Иван Адольфович Кнабе)
- Nikołaj Riabuszynski (Николай Павлович Рябушинский)
- Wasilij Denisow (Василий Иванович Денисов)

rzeźbiarze:
- Aleksandr Matwiejew (Александр Терентьевич Матвеев)
- Piotr Bromirski (Пётр Игнатьевич Бромирский)

poeci:
- Andriej Bieły (Андрей Белый)
- Walerij Briusow (Валерий Яковлевич Брюсов)
- Konstantin Balmont (Константин Дмитриевич Бальмонт)

W roku 1999 w moskiewskim Muzeum im. Puszkina odbyła się wystawa retrospektywna grupy.

## Literatura
- Stefan Kozakiewicz, Historia sztuki ruskiej i rosyjskiej, Państwowe Wydawnictwo Naukowe, Warszawa 1956
- Matthew Cullerne Bown, Contemporary Russian Art,  Phaidon 1989 ISBN 0-7148-2555-7
- Михаил Лифшиц, Книга по исстории русского исскусства, "Изобразительное искусство", Москва, 1988